# Gabriella van Monaco
Gabriella Thérèse Marie Grimaldi (La Colle, 10 december 2014), prinses van Monaco, gravin van Carladès, is de eerstgeborene van de tweeling van vorst Albert II van Monaco en vorstin Charlène.
Hoewel ze twee minuten voor haar tweelingbroer Jacques werd geboren, is ze tweede in lijn voor de troonsopvolging, omdat de mannelijke troonopvolger door de Salische Wet voorrang heeft in Monaco.
Ze werd op 10 mei 2015 samen met Jacques gedoopt in de Kathedraal van Monaco.